# Pyrausta bicoloralis
Pyrausta bicoloralis is een vlinder van de familie van de grasmotten (Crambidae). De wetenschappelijke naam van deze soort is voor het eerst voorgesteld als Asopia bicoloralis door Achille Guenée in een publicatie uit 1854.
De spanwijdte bedraagt 14 tot 19 millimeter.
De soort komt voor in Zuidoost-Canada, de oostelijke helft van de Verenigde Staten, Honduras, Brazilië en Argentinië.